# Afranthidium repetitum
Afranthidium repetitum là một loài Hymenoptera trong họ Megachilidae. Loài này được Schulz mô tả khoa học năm 1906.

## Hình ảnh

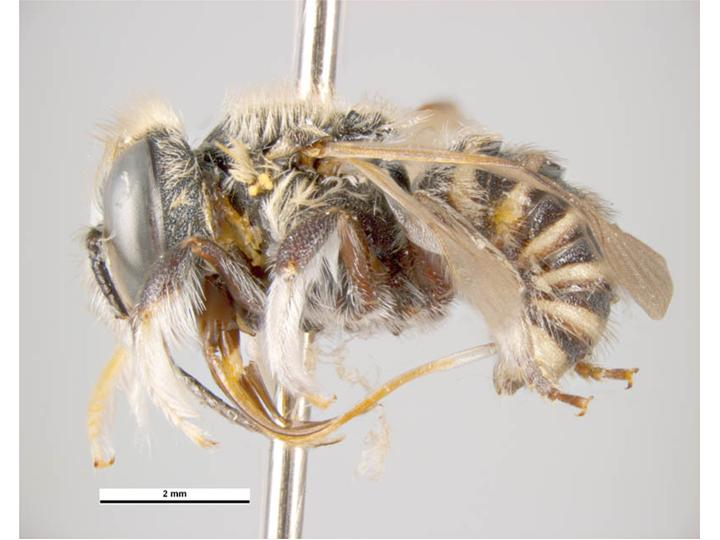
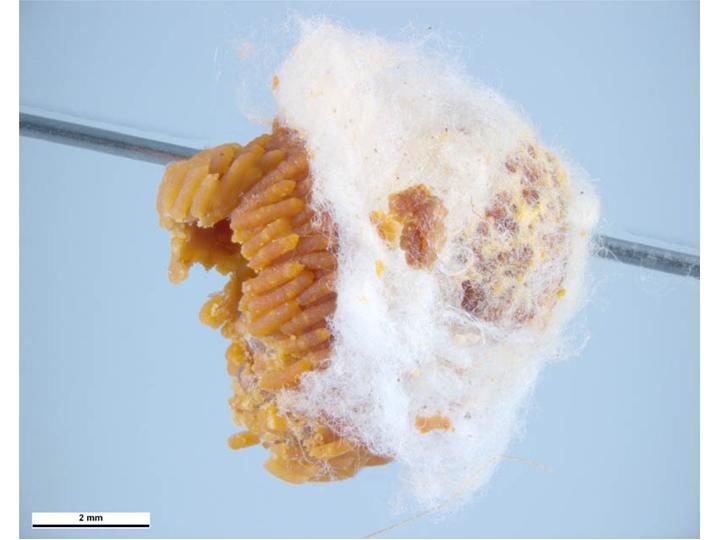